# Sericochroa pigritia
Sericochroa pigritia är en fjärilsart som beskrevs av Paul Dognin 1914. Sericochroa pigritia ingår i släktet Sericochroa och familjen tandspinnare. Inga underarter finns listade i Catalogue of Life.